# Svizzera Italiana SVI
Svizzera Italiana SVI è un brand block diffuso sul digitale terrestre italiano all'interno del canale Telecampione che propone il meglio dei canali della Svizzera italiana RSI LA1 e RSI LA2.

## Storia

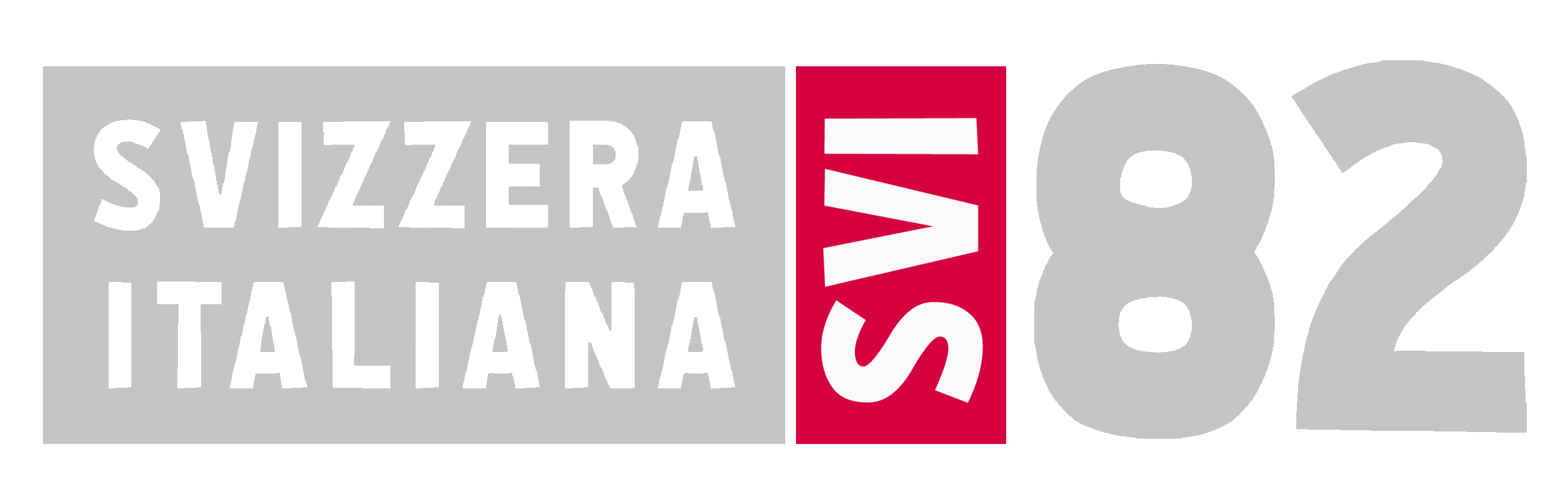
Logo utilizzato dal 1º gennaio 2019 al 31 marzo 2019.

Nato originariamente il 1º gennaio 2019 come canale televisivo grazie a un accordo tra RSI e Publirose, che gestisce diversi canali sul digitale terrestre.
Dal 1º gennaio al 31 marzo 2019 è stato visibile sulla numerazione 82 del telecomando nel mux Retecapri Alpha e su alcuni mux locali del Nord Italia.
Dal 1º aprile 2019 è visibile come brand block all'interno del palinsesto di Telecampione, visibile in vari mux locali (sud-est Lombardia e Toscana LCN 110, Piemonte LCN 84, Valle D'Aosta LCN 14, Liguria LCN 82 ed Emilia Romagna LCN 85), mentre sull'LCN 82 nazionale viene sostituito dal canale Salute & Natura edito dalla lombarda TeleColor.
Dal 1º marzo 2020 alcuni programmi sono in onda in alcune fasce orarie, oltre che su Telecampione, anche sulla emittente locale lombarda Telereporter (in Lombardia LCN 82). Dal 31 luglio 2020 Telereporter è anche visibile in Valle D'Aosta (LCN 16) e Piemonte (LCN 94). Dal mese di novembre 2020 è stata collegato anche il Trentino Alto Adige (LCN 75).
Dal mese di maggio 2022 Telecampione e Telereporter sono disponibili anche in streaming nei link reperibili sulla pagina internet dell'editore Publirose.
Il 29 maggio 2022 Telecampione abbandona la Valle D'Aosta a favore di un'altra emittente del medesimo gruppo editoriale (l'inedita Aosta Tv 14).  Lo stesso giorno Telecampione lascia anche la Liguria trasferendo la sua LCN 82 a Telereporter che aggiunge così una nuova regione al proprio raggio di copertura. Dal mese di luglio 2022 Telecampione non è più ricevibile sul digitale terrestre attraverso i mux delle emittenti locali: dapprima in Toscana, e da fine mese anche in Lombardia, Piemonte ed Emilia Romagna. L'emittente è disponibile unicamente via streaming o hbb tv in Lombardia ma sarebbe in procinto di essere collegata in tutta Italia sul digitale terrestre con una numerazione nazionale. 
Dall'8 agosto 2022 Telecampione torna ad essere visibile su territorio nazionale, questa volta all'interno del mux Cairo Due in tutta Italia alla posizione LCN 138 del telecomando.    
Nel mese di novembre 2022 Telereporter abbandona il Trentino Alto Adige e la Valle D'Aosta, e nel frattempo la numerazione in Piemonte passa dalla 94 alla 84.    
La programmazione di Svizzera Italiana SVI approda nel frattempo sull'inedito canale Campione Sport, al momento in onda solo in modalità HbbTv sintonizzandosi sul canale 61 del digitale terrestre o in streaming attraverso il sito web dell'editore Publirose.    

### Palinsesto
Il palinsesto dell'emittente viene settimanalmente aggiornato sulla pagina Facebook dell'editore Publirose.

#### Intrattenimento
- Salirò

- One Man Show
- Vuoi quei kiwi?
- L'incivile
- Un giorno da
- Siamo fuori
- Sembra ieri
- Non te lo dirò mai

#### Talk
- Il gioco del mondo
- Borotalk
- Linea rossa
- Non è politicamente scorretto
- Night metrò

Game e quiz
- Il rompiscatole
- Il rompiscatole home edition
- Cash
- Cash Suisse
- Sei centro
- Il gioco dei ricordi
- La banda del malloppo
- Via col venti
- Generation
- Uno nessuno centomila
- I replicanti
- Fuori in 20 minuti
- Sergio Colmes indaga
- Zerovero

#### Cucina
- Spizzichi e bocconi
- Puoi cucinarlo anche tu
- Grilli e grill
- Timer
- Cucina nostrana
- Cuochi d'artificio
- Sul cocuzzolo della montagna

#### Sitcom
- Papà Blog
- Frontaliers

#### Informazione e documentari
- Costruire la Svizzera
- Svizzera e dintorni
- Come stai, Svizzera?
- Destinazione Svizzera
- In cammino sulla Via Idra
- In cammino sul crinale
- Il Giardino di Albert
- Storie
- Memory
- Buongiorno Svizzera
- Architectour de Suisse
- Passatempo
- Filo diretto
- Buonasera
- Parte della nostra storia
- Vacanze a Km 0
- Vacanze a Km 0 winter edition

#### Salute
- Mezz'ora per voi
- Filosofia e benessere